# Oreocharis wanshanensis
Oreocharis wanshanensis är en tvåhjärtbladig växtart som först beskrevs av S.Z. He, och fick sitt nu gällande namn av Mich. Möller och A. Weber. Oreocharis wanshanensis ingår i släktet Oreocharis och familjen Gesneriaceae. Inga underarter finns listade i Catalogue of Life.